# رفيليات
رفيليات أو السوسيات المدارية أو فصيلة برنتيدي (الاسم العلمي Brentidae)، هي فصيلة حشرات سوسية الشكل من غمديات الأجنحة.أجناسها وأنواعها كثيرة العدد معظمها خاشب وبعضها يعيش برفقة النمل في جذوع الأشجار القديمة النخرة. أعطانها جميع أنحاء العالم وأخصها البلاد الحارة الاستوائية.